# Paul Fischer (Fotograf)
Paul Albert Fischer (* 3. Februar 1872 in Tübingen; † 23. Juli 1947 ebenda) war ein Tübinger Fotograf, Immobilienmakler, sowie ein Gemeinderat von Tübingen.

## Leben
Paul Fischer war ein Sohn von Robert Fischer und dessen Frau Pauline geb. Dollinger. Am 6. August 1896 heiratete er in Wertheim die von dort stammende Elisabetha Köber, mit der er später ein Kind bekam. Er stammte wohl aus einer reichen Familie, vielleicht trug auch seine Frau zum Wohlstand bei, denn er besaß am Anfang des 20. Jh. zwei Häuser. In dem großen repräsentativen Wohn- und Geschäftshaus in der Mühlstraße 14 eröffnete er am Freitag, den 19. August 1903 sein modern ausgestattetes Atelier. Zu diesem Zeitpunkt war er bereits 31 Jahre. Über seinen beruflichen Werdegang bis dahin ist nichts bekannt.  Er muss eine Fotografenlehre und Meisterprüfung gemacht haben, denn er war in der Einwohnermeldekartei – auch später – als Fotograf geführt. Das aufwendig gebaute Atelier befand sich im Dachgeschoss. Fischer spezialisierte sich auf Porträtaufnahmen. Er bot aber auch Gruppen- und Vereinsaufnahmen an, die außerhalb des Ateliers gemacht werden konnten, sowie Landschafts- und Architekturaufnahmen. Er bot aber auch einfache Dienstleistungen wie Reproduktionen an. Trotz der modernen Ausstattung erreichte sein Atelier jedoch nicht die Bedeutung, die die alteingesessenen Ateliers Julius Wilhelm Hornungs oder auch Christian Barths hatten.

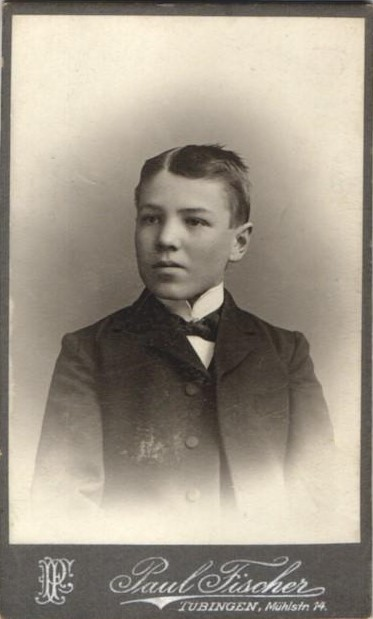
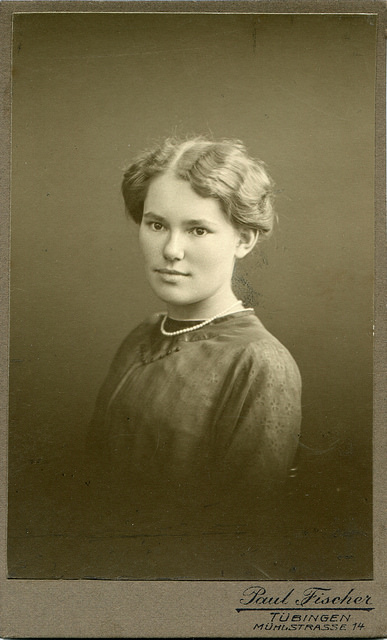
Jüla Schweickhardt
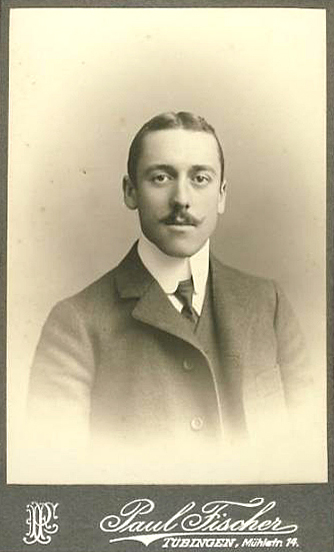
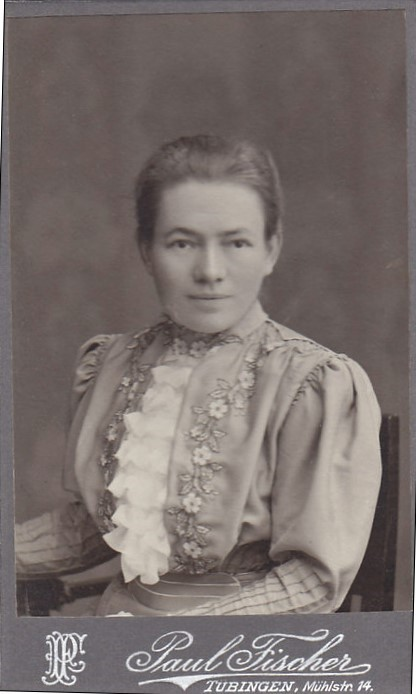
Marie Schweickhardt geb. Schüle
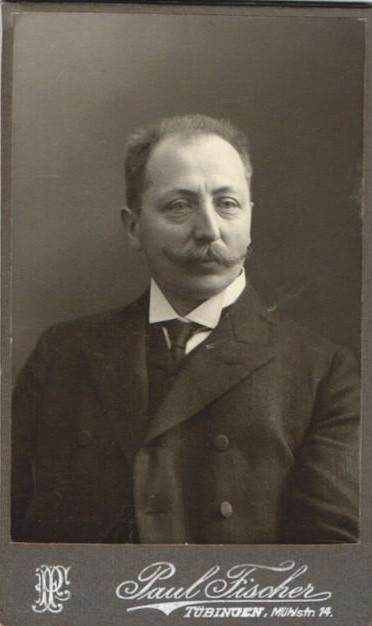

Nach zehn Jahren gab Fischer seinen Beruf auf: 1913 verkaufte er das Atelier an Arthur Gröger. Zu diesem Zeitpunkt zog er in sein Haus auf dem Österberg in der Staufenstraße (heute Stauffenbergstraße) 47 um und fing an, sich als Immobilienmakler zu betätigen. Vermutlich empfand er die Fotografentätigkeit als zu belastend. Aus seiner Maklertätigkeit zahlte er Gewerbesteuer. Diese eher kleineren Beträge deuten darauf hin, dass er diese Tätigkeit nicht intensiv betrieb. Dafür engagierte er sich gesellschaftlich und politisch. Er war langjähriger Vorsitzender des Obst- und Gartenbauvereins sowie Vorstand und Geschäftsführer des Hausbesitzervereins. Er war Mitglied der Deutschen Volkspartei (DVP) und als Vertreter dieser Partei wurde er 1923 in den Tübinger Gemeinderat gewählt. 1928 wurde er auch Fraktionsvorsitzender der dreiköpfigen Fraktion. Im Gemeinderat war er bis zu der von den Nationalsozialisten erzwungenen Selbstauflösung am 31. März 1933. Die Maklertätigkeit gab er im Alter von 62 Jahren im Juni 1934 auf. Seit dieser Zeit lebte er zurückgezogen in seinem Haus auf dem Österberg als Privatier. Er zog aber später in die Frondsbergstraße 5 um. Fischer starb nach einer kurzen, überraschend aufgetretenen Krankheit in der Tübinger Chirurgischen Klinik. Todesursache war Kreislaufschwäche infolge von Bauchfellentzündung und „Myodeg cordis“.